# Angleseys herrlandslag i fotboll
Angleseys herrlandslag i fotboll representerar Anglesey i fotboll för herrar. Anglesey är inte med i Fifa eller Uefa, och därmed får man inte kvalspela till de stora turneringarna. Laget är anslutet till walesiska fotbollsförbundet.
Däremot deltar Anglesey i Internationella öspelen.